# 一位论派
一位论派，是否認三位一體和基督的神性的基督教派別。此派別強調上帝只有一位，圣父才是惟一真神，并不如傳統基督教相信上帝為三位一體（即聖父、聖子和聖靈）組成。

## 历史
由於「三位一體」這詞並沒有在《聖經》上出現，三位一體論只是通過根據經文的上下文及前後聯繫推理，到公元四世紀後的大公會議才確立，所以受到一位論派所質疑，並認為是古希臘哲學滲透進入基督信仰的一種神學理念。早在尼西亞會議中，主張上帝只是一位和耶穌不具有完全的神性的論調（由亞流派提出）就曾被教會定為異端。
宗教改革時期，有學者強調《聖經》為信仰的唯一根據，再次提倡“一位論”，但隨即遭到天主教会反對。新教的主要改革家馬丁·路德、约翰·加尔文和慈運理等也都反對。當時，任何人如果支持“一位論”都會被迫害，有支持者因此而被拘捕、遭囚禁和處死。16世纪至17世紀，有組織的一神论派運動出現於匈牙利和波蘭，之後傳到英國、美國和其他地方。其中支持“一位論”的著名神學家有西班牙的塞尔维特、波兰的索西尼、英国的比德勒和林西、普利斯特里等人。
在波蘭，意大利籍神學家索西尼編訂了《拉可溫教理問答》，此本成為索西尼派的信仰總綱。而林西與普利斯特里則分別在英國倫敦和美國賓夕法尼亞州設立一位論派的教會。在1813年，一位论派得到英國國會的承認。在1825年，英格蘭與美的一位论派成立了傳教和出版機構「一位論者協會」。
美國一位论派協會于1890年开始放宽了入会许可，允许持不同神学观点的非基督教和非有神论教会和人员加入。1961年，美國一位论派與同样宽松的普救派教會合併，成立了「美國普救一位神教协会」。英语世界的一位论派大多经过类似的过程被吸收入UU组织，但其他地方的一位论派仍是单独组织。

## 批駁
有基督教徒對神體一位論作出了嚴厲的批駁。

## 擴展閱讀
- [ 中國大百科智慧藏：一位論派]